# DJ Khaled
Khaled Mohamed Khaled (sinh ngày 26 tháng 11 năm 1975) là một nhạc sĩ, nhà sản xuất âm nhạc, DJ, phát thanh viên người Mỹ gốc Palestine. Nghệ danh cũ của anh là Arab Attack, tuy nhiên, sau vụ khủng bố 11 tháng 9, anh đã bỏ tên này để tránh gây tranh cãi. Khaled từng là phát thanh viên âm nhạc đài WEDR "99 Jamz" tại Miami và đảm nhiệm vai trò DJ cho nhóm Terror Squad. Từ năm 2004 đến 2006, Khaled hợp tác sản xuất một số album nhạc hip hop như Real Talk của Fabolous, True Story của Terror Squad hay All or Nothing và Me, Myself, & I của Fat Joe. Năm 2006, anh phát hành album phòng thu đầu tay Listennn... the Album. Những năm sau đó, anh tiếp tục cho ra mắt các album như We the Best (2007), We Global (2008), Victory (2010), We the Best Forever (2011), Kiss the Ring (2012) và Suffering from Success (2013). Năm 2009, Khaled trở thành giám đốc hãng đĩa Def Jam South cũng như làm sáng lập viên và CEO của hãng We the Best Music Group. Album phòng thu thứ tám, I Changed a Lot, phát hành ngày 23 tháng 10 năm 2015. Đến tháng 7 năm 2016, anh phát hành alubm thứ chín Major Key, vào ngày 23 tháng 6 năm 2017, album thứ mười Grateful ra mắt công chúng.

## Đời tư
Khaled đã đính hôn với Nicole Tuck, hai người đã có một con trai tên Asahd, sinh ngày 23 tháng 10 năm 2016.

## Sách
Năm 2016, anh viết cuốn sách nhan đề The Keys (Chìa khóa), chia sẻ chuyện cuộc sống, âm nhạc và quan điểm về gặt hái thành công.

## Danh sách album
- Listennn... the Album (2006)
- We the Best (2007)
- We Global (2008)
- Victory (2010)
- We the Best Forever (2011)
- Kiss the Ring (2012)
- Suffering from Success (2013)
- I Changed a Lot (2015)
- Major Key (2016)
- Grateful (2017)